# Байрашевський Роман Валерійович
Роман Валерійович Байрашевський (нар. 7 серпня 1974, Нововолинськ) — український футболіст, що грав на позиції воротаря. Відомий за виступами у низці українських футбольних клубів. По завершенні ігрової кар'єри — футбольний тренер.

## Клубна кар'єра
Народився Роман Байрашевський у Нововолинську, і розпочав виступи на футбольних полях у місцевих аматорських клубах «Шахтар» та «Оснастка». У 1993—1995 році виступав у аматорській першості України за ковельський «Сільмаш». У 1995 році здібний молодий воротар отримав запрошення до головної команди області — луцької «Волині», яка виступала на той час у вищій українській лізі. Дебютував Роман Байрашевський у вищій лізі 6 квітня 1996 року у виїзній грі проти криворізького Кривбасу. Проте перший млинець у воротах професійного клубу вийшов для воротаря дуже глевким — Байрашевський у цьому матчі пропустив аж 5 м'ячів, на які нападники луцької команди спромоглись відповісти лише одним влучним ударом Василя Яцурака. З початку сезону 1996—1997 років Роман Байрашевський розпочав виступи у першоліговому клубі «Верес» з Рівного, де став основним воротарем. Щоправда, того сезону рівненський клуб виступав невдало, та зайняв передостаннє, 23-є місце в чемпіонаті, та вибув до другої ліги. Проте Роман Байрашевський залишився грати у першому дивізіоні, і повернувся до складу «Волині», яка на той час вибула до першої ліги. У складі лучан Байрашевський грав наступні півтора року, та провів у першій лізі за «Волинь» 34 матчі. На початку 1999 року голкіпером луцької команди зацікавився київський ЦСКА, який грав у вищій українській лізі. Проте за 3 роки Байрашевський лише двічі виходив на поле у вищому дивізіоні, та більшість матчів провів у першо- та друголіговому фарм-клубах ЦСКА — ЦСКА-2 та «Системі-Борекс» з Бородянки. З початку 2002 року ЦСКА у вищій лізі замінив новостворений «Арсенал», але Байрашевський продовжив виступи уже за ЦСКА, тільки вже у першій лізі, а у кінці 2002 року вдруге пограв уже за першолігову «Систему-Борекс». На початку 2003 року Роман Байрашевський повертається до рівненського «Вереса», який грає на той час у другій лізі, та грає за клуб до закінчення сезону 2002—2003 років. На початку сезону 2003—2004 голкіпер знову стає гравцем луцької «Волині», проте півроку був у луцькій команді, яка на той час повернулась до вищої ліги, лише запасним воротарем, не зігравши в основі клубу жодної хвилини. У другій половині сезону Байрашевський повертається до «Вереса», а влітку 2004 року нетривалий час грає за молдовський клуб «Ністру» із Атак. У вересні 2004 року футболіст стає гравцем київського «Арсеналу». Цього разу Байрашевський стає основним голкіпером клубу, проте за півтора року програє конкуренцію у воротах Ігору Бажану, і з початку 2006 року переважно грає за дублюючий склад клубу. У 2007 році футболіст вирішив перейти до друголігового клубу «Княжа» із Щасливого, із яким за два роки здобув путівку до першої ліги. На початку 2009 року Байрашевський покинув пристоличний клуб, грав за аматорські клуби ОДЕК та «Славія» з Рівненської області. У вересні 2009 року футболіст знову стає гравцем рівненського «Вереса», але за клуб зіграв лише 1 матч, який і став останнім для голкіпера у професійному футболі.

## Після закінчення кар'єри футболіста
Після закінчення виступів у професійних командах Роман Байрашевський розпочав тренерську кар'єру. Нетривалий час колишній голкіпер тренував воротарів своїх колишніх клубів «Княжа» та «Верес», а у березні 2011 року став тренером воротарів ФК «Львів». У 2012 році Роман Байрашевський стає тренером воротарів у чернівецькій «Буковині». Проте під час перебування на цій посаді Байрашевський уперше відчуває погіршення здоров'я, й у квітні 2013 року він залишає чернівецький клуб за станом здоров'я. Колишній футболіст повертається до Рівного, де стає членом наглядової ради відродженого після банкрутства «Вереса», а також головним тренером місцевого аматорського клубу «Славія».
На початку 2016 року у Романа Байрашевського загострились наслідки старих травм колінного суглоба. Оперативне лікування тільки погіршувало перебіг захворювання та сприяло руйнуванню суглоба, а у порожнині суглоба виростав пухлиноподібний утвір. У колишнього футболіста діагностували рідкісне захворювання суглоба, лікування якого є можливим лише в одній із німецьких клінік. Для допомоги Роману Байрашевському оголосили збір коштів вболівальники та співробітники кількох українських клубів, а також профспілка футболістів України та ряд колишніх та діючих українських футболістів (зокрема, Олег Федорчук, Тарас Михалик та Олег Гусєв). Збірна ветеранів України зіграла у Рівному товариський матч із ветеранами рівненського «Вереса», виручені кошти від якого передані на лікування Романа Байрашевського.

## Особисте життя
Роман Байрашевський одружений, разом із дружиною виховують двох дочок.